# فولكلور تايلاندي

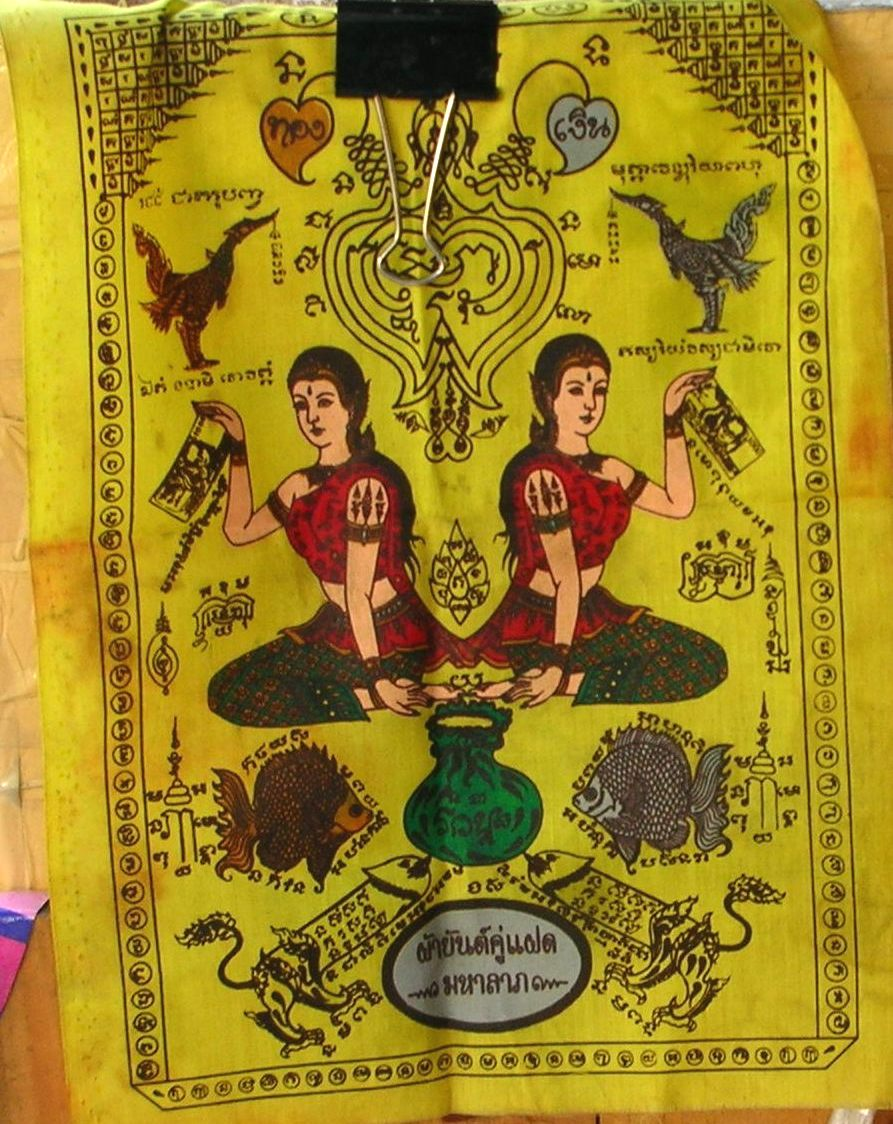
سحر نانغ كواك الذي يجلب الحظ لأصحاب المتاجر في بانكوك

الفولكلور التايلاندي (بالإنجليزية: Thai folklore) هو مجموعة متنوعة من الأساطير والمعتقدات التقليدية التي يعتنقها الشعب التايلاندي. معظم الفولكلور التايلاندي له خلفية إقليمية لأنه نشأ في المناطق الريفية في تايلاند. مع مرور الوقت، ومن خلال تأثير وسائل الإعلام، أصبحت أجزاءً كبيرةً من الفولكلور التايلاندي متشابكة مع الثقافة التايلاندية الشعبية الأوسع.
كان فرايا أنومان راجادون (1888-1969) أول باحث تايلاندي يدرس بجدية علم الفولكلور المحلي. قام بتدوين ملاحظات وفيرة حول التفاصيل المتواضعة لثقافته مثل السحر الذي يستخدمه أصحاب المتاجر التايلاندية لجذب العملاء. كما درس بعمق الأدب الشفوي المتعلق بأرواح القرية المختلفة وأشباح التقاليد التايلاندية.

## الآلهة والكائنات

### الآلهة
- نانغ كواك (بالتايلندية: นางกวัก) هي إله أنثى خيرة تجلب الحظ لأصحاب الأعمال وتجذب العملاء. تعتبر على نطاق واسع راعية التجار وأصحاب المتاجر ويمكن رؤيتها في كل مؤسسة تجارية تقريبًا في تايلاند.[2]
- فاي فا (بالتايلندية: ผีฟ้า) هي إلهة قديمة في فولكلور يسان. في تجليا الخبيث ترتبط بالإلهة فوسوب.
- فوسوب (بالتايلندية: โพสพ) هي إلهة الأرز التقليدية والقديمة في تايلاند. إنها جزء من الفولكلور التايلاندي القديم جدًا بدلاً من الدين البوذي السائد.[1] من أجل استرضائها خلال مراحل الحصاد المختلفة، كانت القرابين الطقسية المعروفة باسم تشا لايو (بالإنجليزية: Cha Laeo) تُقدم بشكل دوري في القرى والنجوع في المناطق الريفية.[3]
- كومان ثونغ (بالتايلندية: กุมารทอง) هو أحد الآلهة المنزلية في الديانة الشعبية التايلاندية، ويعتقد أنه يجلب الحظ والثروة للمالك إذا بُجِّلَ بشكل صحيح. ثونغ يعني الذهبي.

### الأرواح والأشباح
تُعرف الأرواح أو الأشباح عمومًا باسم فاي (بالتايلندية: ผี) ويمكن العثور عليها، من بين أماكن أخرى، في بعض الأشجار، وأماكن الدفن بالقرب من المعابد البوذية، وبعض المنازل، وكذلك الجبال والغابات. سُمِّيَت سلسلة جبال فاي بان نام (بالتايلندية: ทิว เขา ผี ปัน น้ำ) «سلسلة جبال الأرواح التي تفصل المياه» التي تفصل نهر ميكونغ عن مستجمعات المياه في تشاو فرايا، على اسم الأرواح القديمة التي يُعتقد أنها تسكن الجبال.
لقد دوَّن فرايا أنومان راجادون ملاحظات حول أرواح القرية الليلية في الفولكلور التايلاندي. لقد أثبت أنه نظرًا لعدم تمثيل هذه الأرواح في اللوحات أو الرسومات، فقد كانت تستند تمامًا إلى القصص الشفوية التقليدية الشعبية.
ساهمت السينما التايلاندية والمسلسلات التلفزيونية التايلاندية والقصص المصورة التايلاندية في الترويج لأرواح وأساطير الفولكلور التايلاندي. أثبت فرايا أنومان راجادون أن معظم الأيقونات المعاصرة للأشباح الشعبية ترجع أصولها إلى الأفلام التايلاندية التي أصبحت كلاسيكية.
تحظى معظم الأرواح أو الأشباح بشعبية كبيرة لدرجة أنها تظهر بانتظام في الكتب المصورة وكذلك في الأفلام، بما في ذلك فيلم الرسوم المتحركة نا (بالنطق التايلاندي) وناك (بالإنجليزية: Nak) للأطفال. الأكثر شهرة من بين هذه الكائنات الخارقة هي:

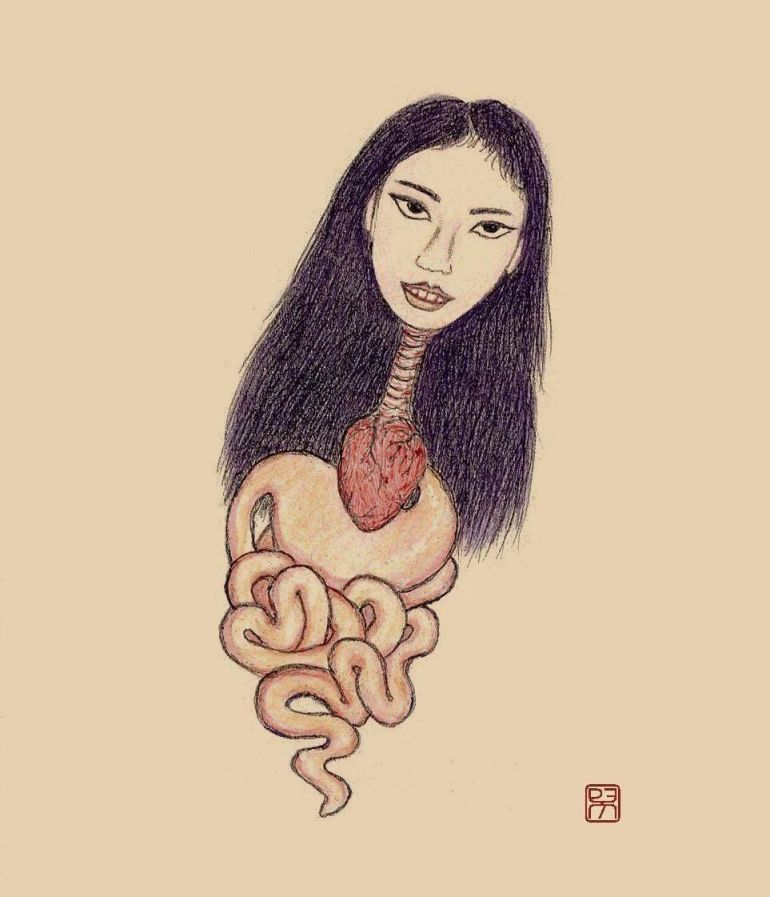
كِنَكْسِي أو كراسو وهي روح أنثوية ليلية من فولكلور جنوب شرق آسيا.

- تشاو كام ناي ون (بالتايلندية: เจ้ากรรมนายเวร) «المالك المُنتقم للديون الكرمية» المسئول عن الأمراض.[8] أو «جابي الكارما».[9] يظهر، عادة، كروح تجلس على ظهر شخص ما.
- كرهان (بالتايلندية: กระหัง) روح مذكرة يتجلى في صورة رجل بلا قميص، يرتدي مئزرًا تقليديًا[10] يطير أثناء الليل.[11]
- كنكْسِي أو كراسو (بالتايلندية: กระสือ) رأس امرأة تتدلى أحشاؤها من رقبتها.[12] وهي روح أنثوية ليلية.
- ماي ناك (بالتايلندية: แม่นาก) هي شبحُ أُنثى ماتت أثناء الولادة. عرف زوجها أنها شبح حينما رآها تمدد ذراعيها من الطابق الأول إلى الأرض لتلتقط ليمونة كانت قد سقطت منها.
- فاي هوا كات (بالتايلندية: ผีหัวขาด) هو شبح ذكر مقطوع الرأس يحمل رأسه المقطوعة.
- فاي فرايا (بالتايلندية: ผีพราย) هو شبح أنثى تعيش في الماء.
- فاي فونغ (بالتايلندية: ผีโพง) هو شبح ذكر خبيث له رائحة كريهة. يعيش في الأماكن المظلمة تحت الغطاء النباتي.
- فاي بوب (بالتايلندية: ผีปอบ) هي روح أنثوية خبيثة تلتهم أحشاء الإنسان.
- فاي سونغ نانغ (بالإنجليزية: Phi Song Nang) أشباح أنثوية تغري ضحاياها أولاً، ثم تهاجمهم وتقتلهم وخاصة الشباب.
- فاي تاي هونغ (بالتايلندية: ผีตายโหง) شبح شخص عانى من الموت المفاجئ العنيف أو القاسي.
- فاي تاي ثونغ كلوم (بالتايلندية: ผีตายทั้งกลม) الشبح الغاضب لامرأة انتحرت بعد أن حملت ثم خانها حبيبها وهجرها.
- فاي ثالي (بالتايلندية: ผีทะเล) روح البحر التي تتجلى في أشكال مختلفة.
- بريت (بالتايلندية: (เปรต) شبح جائع طويل القامة يبدو وكأنه رجل كبير ورفيع بفم صغير جدًا.
- نانغ ماي (بالتايلندية: นางไม้; "سيدة الغابة") نوع من أرواح الشجر الأنثوية أو الجنيات.[6]
- نانغ تاكيان (بالتايلندية: นางตะเคียน) روح تعيش في أشجار هوبيا أودوراتا.
- نانغ تاني (بالتايلندية: นางตานี) شابة تطارد مجموعة معينة من أشجار الموز التي تظهر في ليالي اكتمال القمر.

## روابط خارجية
- รวม ตำนาน ผี ไทย
- 8 حكايات تايلاندية شعبية جنوبية
- كتب الثقافة التايلاندية
- أخبرني قصة: خطاب الببغاوات (قصة شعبية من تايلاند) نسخة محفوظة 14 فبراير 2007 على موقع واي باك مشين.
- من المتوقع أن تجلب الأسماك ذات اللون الذهبي الثروة